# Вансяский договор
Вансяский договор 1844 года — первый неравноправный договор, навязанный США Китаю. Подписан 3 июля в деревне Ванся вблизи Макао. Согласно Вансяскому договору, США получили в Китае те же привилегии, которых добилась Великобритания по Нанкинскому договору 1842 года, а также ряд дополнительных (право каботажа на льготных условиях, расширение права экстерриториальности и др.).
Договор 1844 года о торговле подписан 3 июля в Ванся (близ Аомэня, Макао), первый кабальный договор США с цинским Китаем. После заключения Англией Нанкинского договора 1842 года США решили получить у империи Цин аналогичные льготы. Китайское правительство вынуждено было подписать Договор под прямой угрозой нападения.
Договор открыл для американцев те же пять портов (Гуанчжоу, Сямэнь, Фучжоу, Нинбо и Шанхай), что и для англичан. Им разрешалось иметь в этих городах торговые предприятия, кладбища, церкви и больницы. США приобретали право экстерриториальности и некоторые дополнительные льготы. Китай терял свою таможенную автономию, американцы получили право беспошлинно перевозить грузы из одного открытого порта в другой. Пересмотр Договора предусматривался через 12 лет.